# Michaël Ciani
Michaël Ciani, scritto anche Mickaël Ciani (Parigi, 6 aprile 1984), è un allenatore di calcio ed ex calciatore francese, di ruolo difensore, tecnico dell'Houilles.

## Carriera

### Club

#### ES Colombienne e RC Parigi
Ciani ha iniziato la sua carriera calcistica giocando con la squadra dilettantistica dell'ES Colombienne. Dopo un periodo di lavoro di quattro anni, torna nella sua città natale, ovvero Parigi, tra le file delle giovanili del Racing Club di Parigi, compagine con la quale ha totalizzato una sola apparizione nel Championnat National, terza divisione francese, durante la stagione 2001-2002.

#### Charleroi
Nel 2003 si trasferisce in Belgio per giocare nello Charleroi, militante nel campionato di Pro League, la massima divisione nazionale. Durante la sua unica stagione nel club vallone, scende in campo in 18 partite di campionato segnando anche un gol.

#### Auxerre e il prestito al Sedan
A seguito della sua stagione in terra belga, torna in Francia per militare nell'Auxerre, trascorrendo la sua prima stagione tra le riserve. La stagione successiva viene ceduto con la formula del prestito con diritto di riscatto al Sedan, squadra con la quale ottiene la promozione in Ligue 1, disputando 37 partite di campionato impreziosite da 3 segnature.

#### Lorient
In seguito il Sedan decise di non riscattare il cartellino del possente difensore, il quale fece ritorno all'Auxerre che nuovamente lo cede in prestito, questa volta al Lorient, squadra neo-promossa in Ligue 1.
Al suo primo anno in maglia arancio-nera, Ciani ha disputato 37 partite segnando anche un gol all'Olympique Lione. Il Lorient riuscì a rimanere nella massima serie francese, conquistando un piazzamento di metà classifica.
Nel 2007 il Lorient decise di riscattare il cartellino del difensore.

#### Bordeaux

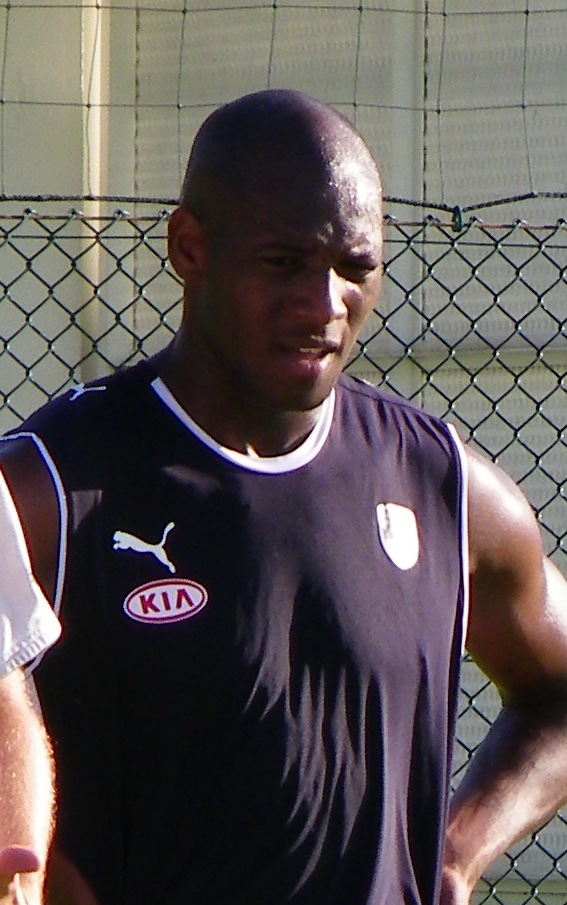
Ciani in allenamento con il Bordeaux nel 2009.

Il 28 luglio 2009 firma un contratto quadriennale con il Bordeaux, che lo acquista per 4 milioni di euro su espressa indicazione del tecnico dei girondini Laurent Blanc, in sostituzione del partente Souleymane Diawara, acquistato dall'Olympique Marsiglia. Ha debuttato con la nuova maglia il 23 agosto 2009, nella vittoria per 4-0 contro il Nizza, e il 23 febbraio 2010 mette a segno il suo primo goal nelle coppe europee nell'incontro di andata dei sedicesimi di finale di Champions League contro l'Olympiacos, rete che regalò il successo ai francesi.
Il 26 agosto 2012 disputa la sua ultima partita con la maglia del Bordeaux contro il PSG, partita pareggiata per 0-0; a fine partita, salutando per l'ultima volta i propri tifosi, Ciani dichiara che l'indomani firmerà per il club italiano della Lazio.

#### Lazio
Il 27 agosto 2012 viene acquistato dalla Lazio dove firma un contratto triennale con scadenza nel 2015. L'esordio in maglia biancazzurra arriva il 20 settembre, nella partita di Europa League contro il Tottenham, sostituendo al 93º minuto il brasiliano Hernanes, la partita finisce 0-0. Segna il suo primo gol con la maglia biancoceleste il 19 dicembre 2012 nella partita di Coppa Italia Lazio-Siena, pareggiata dalla squadra romana per 1-1 al 95' proprio grazie alla rete del francese, con la Lazio che passa il turno dopo i calci di rigore. Il 26 maggio 2013 vince la Coppa Italia battendo in finale la Roma per 1-0.
Il 18 agosto 2013 perde la Supercoppa italiana 2013 contro la Juventus per 4-0. Il 30 ottobre 2013 mette a segno il suo primo gol nel Campionato italiano; il suo gol di testa permette alla Lazio di pareggiare per 1-1 in casa del Milan.
Il 20 maggio 2015 perde la finale di Coppa Italia dove la Lazio viene sopraffatta dalla Juventus per 2-1.
Il 3 giugno 2015, in scadenza di contratto, annuncia l'addio alla squadra romana dopo tre anni in cui ha collezionato 72 presenze totali con 2 reti segnate.

#### Sporting CP
Il 18 luglio 2015 firma un contratto biennale, con opzione di un anno aggiuntivo, con il club portoghese dello Sporting Lisbona; nel contratto è anche presente una clausola rescissoria pari a 45 milioni di euro. Il 9 agosto 2015, seppur non venendo convocato per la partita, vince la Supercoppa del Portogallo contro il Benfica, per 0-1. Tuttavia, dopo soli 29 giorni il francese richiede la cessione a causa del mancato ambientamento suo e della sua famiglia.

#### Espanyol
Il 18 agosto 2015, dopo aver lasciato lo Sporting Lisbona dopo sole quattro settimane di permanenza e nessuna presenza, firma un biennale con il club spagnolo dell'Espanyol. L'esordio arriva il 12 settembre successivo nella sconfitta interna, per 0-6, contro il Real Madrid.

#### Il ritorno al Lorient
Ad agosto 2016, dopo appena cinque presenze con l'Espanyol, decide di far ritorno al Lorient per cui aveva già giocato dal 2006 al 2009. Torna a vestire la maglia del club francese il 10 settembre in occasione della sconfitta casalinga, per 0-2, contro il Nancy. Il 29 novembre dello stesso anno torna al gol aprendo le marcature della vittoria interna, per 2-1, contro il Rennes.

### Nazionale

#### Giovanili
Ha fatto il suo debutto con la maglia della Nazionale Under-21 francese il 30 marzo 2004, in occasione di un'amichevole pareggiata 1-1 contro l'Olanda. Nel mese di maggio dello stesso anno è sceso in campo durante il Torneo di Tolone nell'edizione del 2004, totalizzando 4 partite e riuscendo insieme ai suoi compagni a trionfare nella rassegna internazionale.

#### Maggiore
Il 25 febbraio 2010, dopo cinque anni dalla sua ultima partita con la casacca dei Galletti, Ciani viene convocato nella Nazionale maggiore guidata dal commissario tecnico Raymond Domenech, in vista dell'amichevole contro la Spagna del 3 marzo 2010, gara poi vinta dagli iberici per 2-0. In questa occasione il difensore parigino ottenne la sua prima presenza con la maglia della Francia, disputando l'incontro al fianco di Julien Escudé.

### Allenatore
Il 15 dicembre 2022 Ciani diventa il nuovo allenatore dell'Houilles Athletic Club, squadra francese militante nelle serie inferiori.

## Statistiche

### Presenze e reti nei club
Statistiche aggiornate al 20 ottobre 2019.
| Stagione                  | Squadra                   | Campionato                | Campionato | Campionato | Coppe nazionali | Coppe nazionali | Coppe nazionali | Coppe continentali | Coppe continentali | Coppe continentali | Altre coppe | Altre coppe | Altre coppe | Totale | Totale |
| Stagione                  | Squadra                   | Comp                      | Pres       | Reti       | Comp            | Pres            | Reti            | Comp               | Pres               | Reti               | Comp        | Pres        | Reti        | Pres   | Reti   |
| ------------------------- | ------------------------- | ------------------------- | ---------- | ---------- | --------------- | --------------- | --------------- | ------------------ | ------------------ | ------------------ | ----------- | ----------- | ----------- | ------ | ------ |
| 2001-2002                 | RC France                 | CT                        | 1          | 0          | CF+CdL          | 0               | 0               | -                  | -                  | -                  | -           | -           | -           | 1      | 0      |
| 2002-2003                 | RC France                 | CT                        | 0          | 0          | CF+CdL          | 0               | 0               | -                  | -                  | -                  | -           | -           | -           | 0      | 0      |
| Totale RC Parigi          | Totale RC Parigi          | Totale RC Parigi          | 1          | 0          |                 | -               | -               |                    | -                  | -                  |             | -           | -           | 1      | 0      |
| 2003-2004                 | Charleroi                 | PL                        | 18         | 1          | CB              | 0               | 0               | -                  | -                  | -                  | -           | -           | -           | 18     | 1      |
| 2004-2005                 | Auxerre                   | L1                        | 0          | 0          | CF+CdL          | 0               | 0               | CU                 | 0                  | 0                  | -           | -           | -           | 0      | 0      |
| 2005-2006                 | Sedan                     | L2                        | 37         | 3          | CF+CdL          | 0+2             | 0               | -                  | -                  | -                  | -           | -           | -           | 39     | 3      |
| 2006-2007                 | Lorient                   | L1                        | 33         | 1          | CF+CdL          | 0+1             | 0               | -                  | -                  | -                  | -           | -           | -           | 34     | 1      |
| 2007-2008                 | Lorient                   | L1                        | 36         | 0          | CF+CdL          | 0+4             | 0               | -                  | -                  | -                  | -           | -           | -           | 40     | 0      |
| 2008-2009                 | Lorient                   | L1                        | 29         | 4          | CF+CdL          | 1+1             | 0               | -                  | -                  | -                  | -           | -           | -           | 31     | 4      |
| 2009-2010                 | Bordeaux                  | L1                        | 30         | 2          | CF+CdL          | 2+3             | 0               | UCL                | 9                  | 3                  | SF          | 0           | 0           | 44     | 5      |
| 2010-2011                 | Bordeaux                  | L1                        | 29         | 3          | CF+CdL          | 2+2             | 0               | -                  | -                  | -                  | -           | -           | -           | 33     | 3      |
| 2011-2012                 | Bordeaux                  | L1                        | 31         | 1          | CF+CdL          | 3+1             | 1+0             | -                  | -                  | -                  | -           | -           | -           | 35     | 2      |
| ago. 2012                 | Bordeaux                  | L1                        | 3          | 0          | CF+CdL          | 0               | 0               | UEL                | 1                  | 0                  | -           | -           | -           | 4      | 0      |
| Totale Bordeaux           | Totale Bordeaux           | Totale Bordeaux           | 93         | 6          |                 | 13              | 1               |                    | 10                 | 3                  |             | -           | -           | 116    | 10     |
| ago. 2012-2013            | Lazio                     | A                         | 18         | 0          | CI              | 5               | 1               | UEL                | 11                 | 0                  | -           | -           | -           | 34     | 1      |
| 2013-2014                 | Lazio                     | A                         | 18         | 1          | CI              | 2               | 0               | UEL                | 6                  | 0                  | SI          | 0           | 0           | 26     | 1      |
| 2014-2015                 | Lazio                     | A                         | 12         | 0          | CI              | 0               | 0               | -                  | -                  | -                  | -           | -           | -           | 12     | 0      |
| Totale Lazio              | Totale Lazio              | Totale Lazio              | 48         | 1          |                 | 7               | 1               |                    | 17                 | 0                  |             | -           | -           | 72     | 2      |
| ago. 2015                 | Sporting Lisbona          | PL                        | 0          | 0          | TP+TL           | 0               | 0               | UCL                | 0                  | 0                  | SP          | 0           | 0           | 0      | 0      |
| ago. 2015-2016            | Espanyol                  | PD                        | 2          | 0          | CR              | 2               | 0               | -                  | -                  | -                  | -           | -           | -           | 4      | 0      |
| ago. 2016                 | Espanyol                  | PD                        | 1          | 0          | CR              | 0               | 0               | -                  | -                  | -                  | -           | -           | -           | 1      | 0      |
| Totale Espanyol           | Totale Espanyol           | Totale Espanyol           | 3          | 0          |                 | 2               | 0               |                    | -                  | -                  |             | -           | -           | 5      | 0      |
| ago. 2016-2017            | Lorient                   | L1                        | 25+2       | 3+0        | CF+CdL          | 2+0             | 0               | -                  | -                  | -                  | -           | -           | -           | 29     | 3      |
| Totale Lorient            | Totale Lorient            | Totale Lorient            | 123+2      | 8+0        |                 | 9               | 0               |                    | -                  | -                  |             | -           | -           | 134    | 8      |
| 2017                      | LA Galaxy                 | MLS                       | 6          | 1          | USOC            | 0               | 0               | -                  | -                  | -                  | -           | -           | -           | 6      | 1      |
| 2018                      | LA Galaxy                 | MLS                       | 21         | 1          | USOC            | 1               | 0               | -                  | -                  | -                  | -           | -           | -           | 22     | 1      |
| Totale Los Angeles Galaxy | Totale Los Angeles Galaxy | Totale Los Angeles Galaxy | 27         | 2          |                 | 1               | 0               |                    | -                  | -                  |             | -           | -           | 28     | 2      |
| Totale carriera           | Totale carriera           | Totale carriera           | 352        | 21         |                 | 34              | 2               |                    | 27                 | 3                  |             | -           | -           | 413    | 26     |

#### Cronologia presenze e reti in Nazionale
| Cronologia completa delle presenze e delle reti in nazionale ― Francia | Cronologia completa delle presenze e delle reti in nazionale ― Francia | Cronologia completa delle presenze e delle reti in nazionale ― Francia | Cronologia completa delle presenze e delle reti in nazionale ― Francia | Cronologia completa delle presenze e delle reti in nazionale ― Francia | Cronologia completa delle presenze e delle reti in nazionale ― Francia | Cronologia completa delle presenze e delle reti in nazionale ― Francia | Cronologia completa delle presenze e delle reti in nazionale ― Francia |
| Data                                                                   | Città                                                                  | In casa                                                                | Risultato                                                              | Ospiti                                                                 | Competizione                                                           | Reti                                                                   | Note                                                                   |
| ---------------------------------------------------------------------- | ---------------------------------------------------------------------- | ---------------------------------------------------------------------- | ---------------------------------------------------------------------- | ---------------------------------------------------------------------- | ---------------------------------------------------------------------- | ---------------------------------------------------------------------- | ---------------------------------------------------------------------- |
| 3-3-2010                                                               | Saint-Denis                                                            | Francia                                                                | 0 – 2                                                                  | Spagna                                                                 | Amichevole                                                             | -                                                                      |                                                                        |
| Totale                                                                 |                                                                        | Presenze                                                               | 1                                                                      |                                                                        | Reti                                                                   | 0                                                                      |                                                                        |

## Palmarès

### Club
- Coppa di Francia: 1

Auxerre: 2004-2005
- Coppa Italia: 1

Lazio: 2012-2013
- Supercoppa di Portogallo: 1

Sporting CP: 2015

### Nazionale
- Torneo di Tolone: 1

2004